# Gyógyíthatatlanok kórháza (Nápoly)
A Gyógyíthatatlan betegek kórházát (Complesso degli Incurabili) 1521-ben építtette Maria Lorenza Longo nápolyi nemesasszony, aki maga is lebénult egy gyógyíthatatlan betegség áldozataként, a Madonna delle Grazie templom és kolostor bővítésével. Az épületegyüttes magába foglalja a Santa Maria del Popolo templomot valamint a Maria Succurre Miseris kápolnát. A patika 17. századi berendezése szinte teljes egészében fennmaradt, faragott polcaival, értékes majolika edényeivel (Donato Massa készítette őket). A komplexum egy ritka példája a középkori humanitárius, kórházi jellegű építkezéseknek.